# Droga krajowa B70 (Niemcy)
Droga krajowa 70 (niem. Bundesstraße 70, B 70) – niemiecka droga krajowa przebiegająca  na osi północ południe od skrzyżowania z drogami B8, B58 i B473 na obwodnicy Wesel w Nadrenii Północnej-Westfalii do skrzyżowania z autostradą A31 na węźle Neermoor koło Neermoor w Dolnej Saksonii.

## Miejscowości leżące przy B70

### Nadrenia Północna-Westfalia
Wesel, Brünen, Raesfeld, Borken, Weseke, Südlohn, Stadtlohn, Ahaus, Heek, Metelen, Wettringen, Neuenkirchen, Rheine.

### Dolna Saksonia
Varenrode, Lüne, Bramsche, Estringen, Lingen, Meppen, Gut Kellerberg, Lathen, Kluse, Dörpen, Lehe, Papenburg, Völlenerfehn, Steenfelden, Westoverledingen, Leer (Ostfriesland), Neermoor.